# Román Vega
Román Gabriel Vega (ur. 1 stycznia 2004 w San Miguel) – argentyński piłkarz występujący na pozycji lewego obrońcy, od 2023 roku zawodnik Argentinos Juniors.